# بخش فالز (شهرستان ماسکینگوم، اوهایو)
بخش فالز (به انگلیسی: Falls Township) یک منطقهٔ مسکونی در ایالات متحده آمریکا است که در شهرستان ماسکینگام، اوهایو واقع شده‌است.
 بخش فالز ۶۷٫۸ کیلومتر مربع مساحت و ۸٬۵۸۵ نفر جمعیت دارد و ۲۲۳ متر بالاتر از سطح دریا واقع شده‌است.